# Retrograde Ejakulation
Als retrograde Ejakulation wird eine Störung der Ejakulation bezeichnet, bei der Spermienflüssigkeit rückwärts in die Harnblase ausgestoßen wird. Dies kann als verzögerter, abgeschwächter oder auch fehlender (sichtbarer) Erguss vorkommen und in letzterem Fall auch eine Azoospermie vortäuschen.

## Ursachen
Die Ursachen entstehen meist in der Folge von neurologischen oder anatomischen Veränderungen nach bestimmten medizinischen Behandlungen (iatrogen). Manche Behandlungen können eine Fehlfunktion oder einen völligen Funktionsverlust des Musculus ejaculatorius (Muskel zum Samenausstoß) bewirken. Dieser liegt innerhalb der Prostata entlang der Rückseite (dorsal) der Harnröhre. Ein solcher Funktionsverlust kann aber auch im Alter als Folge einer Prostatavergrößerung auftreten. Bei mangelhafter Funktion des Musculus ejaculatorius nimmt die Spermienflüssigkeit statt des langen Weges nach draußen durch die Harnröhre (Penis) wegen des geringeren Widerstands den viel kürzeren Weg nach oben in die Blase.

### Iatrogene Ursachen
Diese kann als Nebenwirkung einer medikamentösen Therapie (Methyldopa; Alphablocker wie Phenoxybenzamin zur Besserung des Harnabflusses bei Prostatavergrößerung (BPH)) u. a.), nach transurethralen Resektionen der Prostata (bei ca. 65 % der Operierten) und Operationen im kleinen Becken und Verletzung der entsprechenden Nerven auftreten. Auch bei psychischen Störungen wie bei Neurolepsie kann es zur retrograden Ejakulation kommen. Viele Patienten leiden darunter, daher ist eine genaue Information durch den behandelnden Arzt sehr wichtig.

### Erworbene Ursachen
Harnröhrenstenosen unterschiedlicher Ursache und neurogene Schädigungen als Diabetesspätfolge bei multipler Sklerose und Querschnittsyndrom sind die häufigsten erworbenen Gründe für eine retrograde Ejakulation.

### Angeborene Ursachen
Fehlbildungen des Blasenhalses, Störungen des Sympathikus

## Diagnose
Das Ejakulationsvolumen liegt unter 1 ml. Bestätigt wird eine retrograde Ejakulation, indem der Urin in der Regel nach Masturbation mikroskopisch auf Spermien untersucht wird.

## Therapie
Besonders bei querschnittgelähmten Patienten kann eine Elektrostimulation gute Erfolge vorweisen. Bei Störungen aufgrund von Diabetesspätfolgen ist auch eine medikamentöse Behandlung möglich, beispielsweise mit Imipramin.